# مويلح (الشارقة)
مويلح هو موقع أثري يقع في الشارقة، الإمارات العربية المتحدة، في ضاحية الجرينة بالقرب من مدينة الشارقة الجامعية.يبعد 15 كم عن الخط الساحلي لمدينة الشارقة و45 كم عن سهل ألذيذ الداخلي، وهو عبارة عن مستوطنة كبيرة محصنة يعتقد أنها كانت مشغولة خلال العصر الحديدي الثاني (1100-600 قبل الميلاد)، ويختلف عن المستوطنات المعاصرة في عدة وجوه من حيث وجود سور كبير محيط بالموقع وفي الداخل يوجد حوالي سبع مباني لكل منها وظيفة محددة.  تم استكشاف الموقع من قبل علماء الآثار منذ أن بدأت بعثة أسترالية العمل هناك في عام 1994 بعد اكتشاف قطع فخارية من قبل أحد السكان المحليين. وعُثر على قطعة فخارية تحمل ثلاثة خطوط سبئية- وهي أقدم كتابة يتم اكتشافها إلى الآن في دولة الإمارات العربية المتحدة- هو أيضاً نتيجة للاتصال باليمن.